# Вигдерзон, Ави
Ави Вигдерзон (ивр. אבי ויגדרזון‎, род. 9 сентября 1956, Хайфа) — израильский математик, специалист в области теоретической информатики, лауреат международных премий в области математики и информатики, в том числе Абелевской премии (2021) и премии Тьюринга (2023); член Национальной академии наук США с 2013 года.

## Биография
Родился в семье, пережившей Холокост. В 1980 году окончил Технион, окончил аспирантуру в Принстоне, где в 1983 году получил степень доктора философии, защитив под руководством Ричарда Липтона диссертацию в области теории вычислительной сложности. Проработав некоторое время в Калифорнийском университете в Беркли, IBM Almaden Research Center в Сан-Хосе и Исследовательском институте математических наук, в 1986 году получил постоянную работу в Еврейском университете в Иерусалиме.
В 1999 году получил место в Институте перспективных исследований в США, и в 2003 году отказался от места в Еврейском университете, чтобы работать в Институте перспективных исследований на постоянной основе.

## Научный вклад
Ввёл концепцию доказательства с нулевым разглашением (совместно с Сильвио Микали и Одедом Голдрайхом). Развивал теорию вероятностных вычислений: разработал несколько способов построения экстракторов, в том числе используя зигзаг-произведение (с Салилом Вадханом и Омером Рейнгольдом), исследовал условия возможности дерандомизации вероятностных алгоритмов (с Расселлом Импальяццо). Показал (со Скоттом Ааронсоном), что равенство классов P и NP не может быть опровергнуто с помощью «алгебраизации» — рассуждений, основанных на оракулах определённого типа.

## Награды
- 1994 — премия Неванлинны[3]
- 2008 — гиббсовская лекция[4][5]
- 2009 — премия Гёделя[6]
- 2018 — действительный член ACM[7]
- 2019 — премия Кнута[8]
- 2021 — премия Абеля[9]
- 2024 — премия Тьюринга[10][11].